# Plutino

Plutino

Plutina jsou transneptunická tělesa (TNO) podobná Plutu. Nacházejí se ve vzdálenosti Pluta a vyznačují se rezonancí oběžné doby k Neptunu v poměru 3:2. Jedná se o tělesa pohybující se na vnitřní straně Kuiperova pásu. 

## Významná plutína
- Pluto
- Charon
- Ixion
- Orcus